# Legio III Flavia Salutis
La Legio III Flavia Salutis (Primera legión «flavia de la salud o la  salvación», cognomen de resonancias religiosas) fue una legión romana, mencionada en la Notitia Dignitatum como acantonada en Oriente, junto con la II Flavia Virtutis y la I Flavia Pacis. Se incluye entre las XXXII Legiones comitatenses XXXII («Treinta y dos Regimientos de primera línea»), en el capítulo correspondiente a Insignia viri illustris magistri peditum (Insignia del ilustre general de la infantería) Sub dispositione viri illustris magister peditum praesentalis («A disposición del Ilustre General de la Infantería de campaña Imperial»). Poco se sabe de ella, y lo más que hay son suposiciones, a partir de este documento de la antigüedad. Se cree que fue creada por el emperador Constancio II a principios del siglo IV. Estuvo acuartelada en Oriente, pero también luchó en África.